# Ats Purje
Ats Purje, född 3 augusti 1985 i Tallinn, är en estländsk fotbollsspelare som spelar för Tallinna Kalev. Han har även spelat för Estlands landslag, där det blev 69 landskamper och 10 gjorda mål. Han har större delen av karriären spelat i Finland och hemlandet Estland där han har representerat klubbar som Levadia Tallinn, Inter Åbo och KuPS.

## Meriter
Levadia Tallinn
- Meistriliiga: 2004, 2006, 2007
- Estländska cupen: 2004, 2005, 2007

Inter Åbo
- Tipsligan: 2008
- Finska Ligacupen: 2008
- Finlands cup: 2009

Nõmme Kalju
- Estländska cupen: 2015